# François-Xavier Laurent
François-Xavier Laurent (né à Marcenat le 24 novembre 1744 et mort à Clermont-Ferrand le 10 mai 1821), ecclésiastique, est député aux États généraux de 1789 puis évêque constitutionnel de l'Allier de 1791 à 1793.

## Biographie
François-Xavier Laurent est originaire de Marcenat. Après ses premières études au collège de Clermont, il intègre le séminaire de Montferrand. Il est ordonné prêtre le 17 décembre 1768 et devient professeur de rhétorique au collège de Billom. En 1779, il échange la vicairie de  Roussel en Auvergne dont il est pourvu en commende contre la cure de la paroisse d'Huillaux aujourd'hui intégrée dans Le Donjon.
Il est élu député du clergé par la sénéchaussée de Moulins aux États généraux de 1789 et il se présente à Versailles dès le 16 juin. Il vote la Constitution civile du clergé et prête serment le 17 décembre 1790. Il est élu à la quasi-unanimité par l'assemblée départementale dans l'église Saint-Pierre-des-Ménestraux de Moulins, évêque constitutionnel du département de l'Allier le 13 février 1791 et sacré à Paris le 6 mars par Jean-Baptiste Gobel dans la chapelle de l'Oratoire.
Dès 1793, il doit faire face à de nombreuses difficultés tant avec ses diocésains qu'avec la Convention nationale qui lui dépêche Joseph Fouché en mission et il doit se démettre le 25 brumaire An II. Conseiller général de Moulins du 6 octobre 1793 au 4 mai 1794, il se réfugie à Yzeure et le 21 août 1794 alors qu'il n'est plus « ni évêque ni prêtre », il épouse sa domestique nommée Martine. Il doit ensuite s'établir à Clermont où son épouse meurt le 4 novembre 1804. Il y meurt lui-même réconcilié avec l'Église le 10 mai 1821.